# Gambir
Pour la plante, voir Uncaria gambir.

Plan de la Place Merdeka et alentours

Gambir est un kecamatan (district) de Jakarta Centre, une des cinq kota (municipalités) qui constituent Jakarta, la capitale de l'Indonésie. Ses habitants sont essentiellement des hauts fonctionnaires, de riches Indonésiens et des diplomates. C'est un des quartiers les plus chers de la ville.

## Administration
Le district est divisé en 5 kelurahan ou communes :
- Cideng,
- Duri Pulo,
- Gambir,
- Kebon Kelapa,
- Petojo Selatan,
- Petojo Utara.

## Galerie

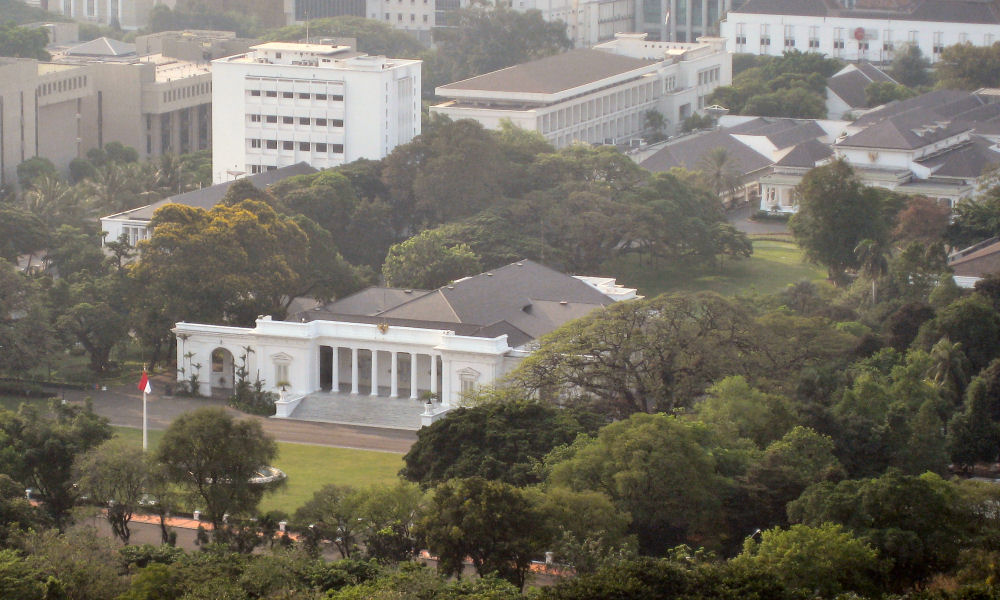
Le Palais de l'Indépendance.
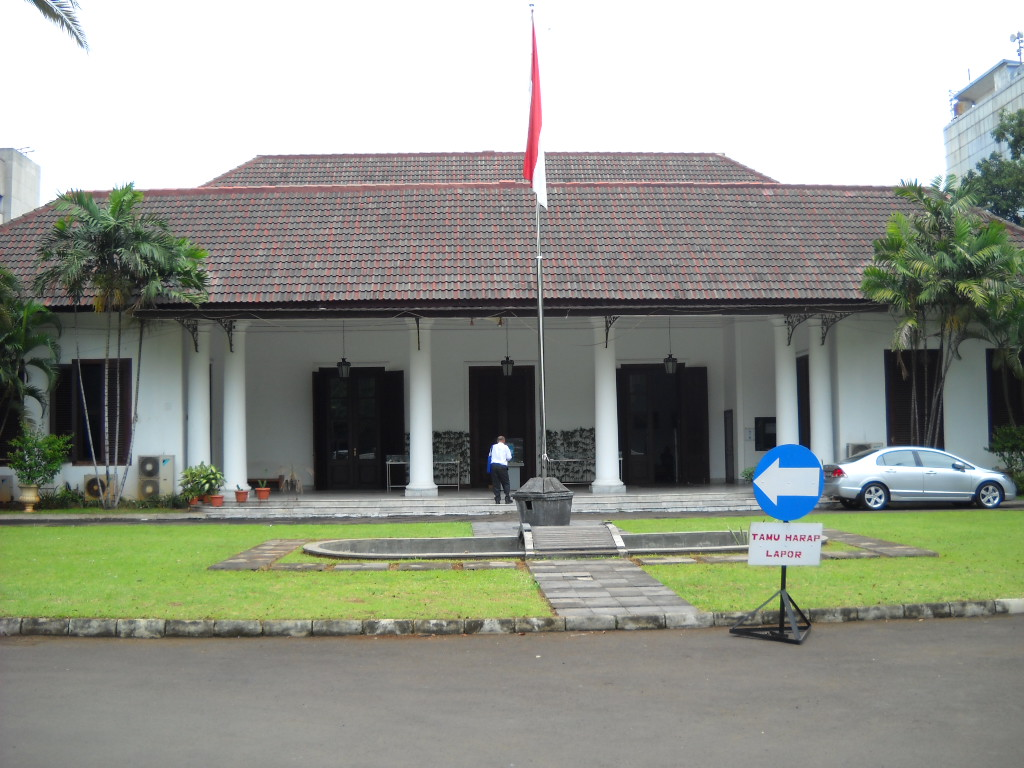
La Perpustakaan Nasional ("bibliothèque nationale").
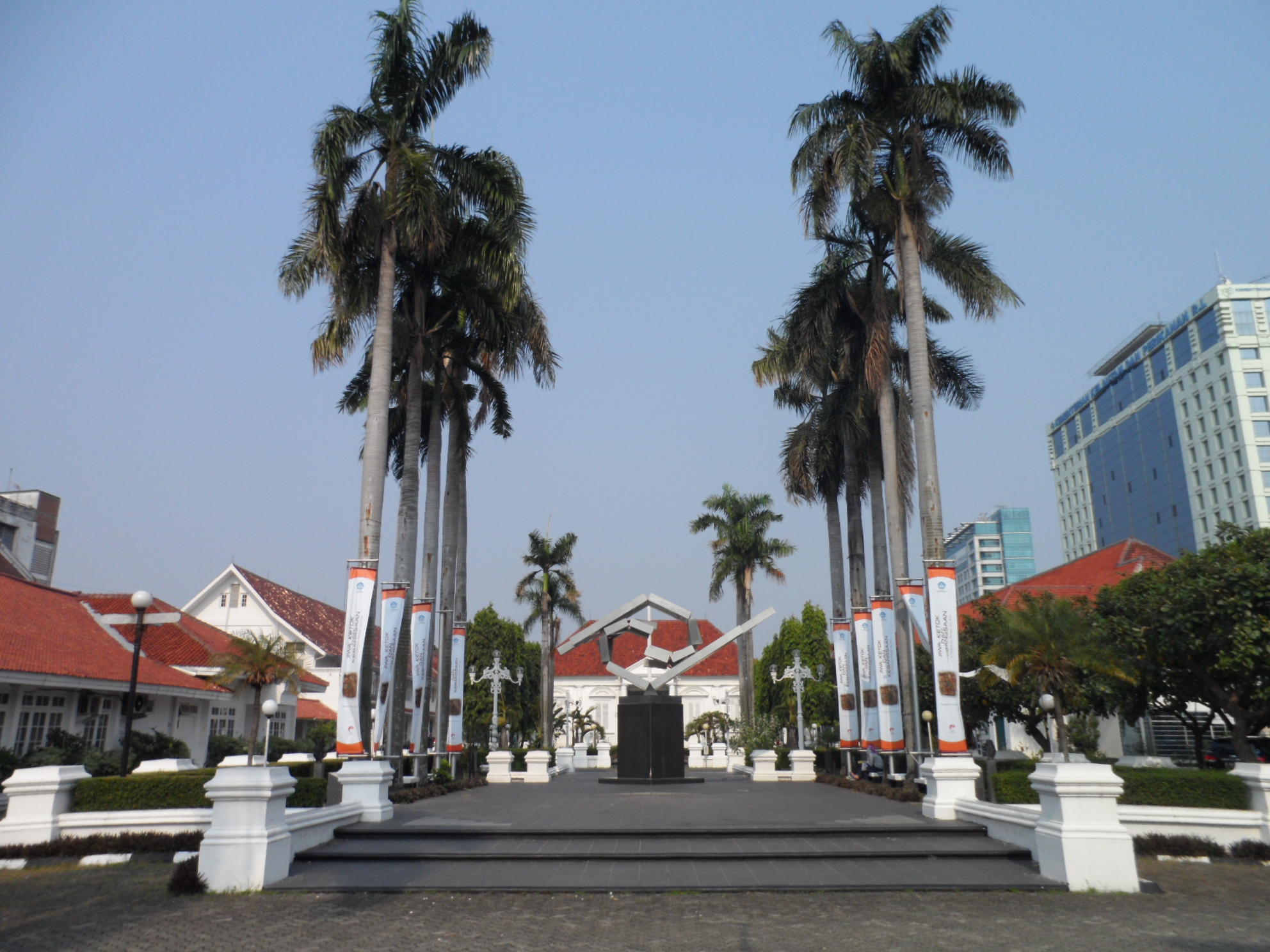
La Galeri Nasional Indonesia.
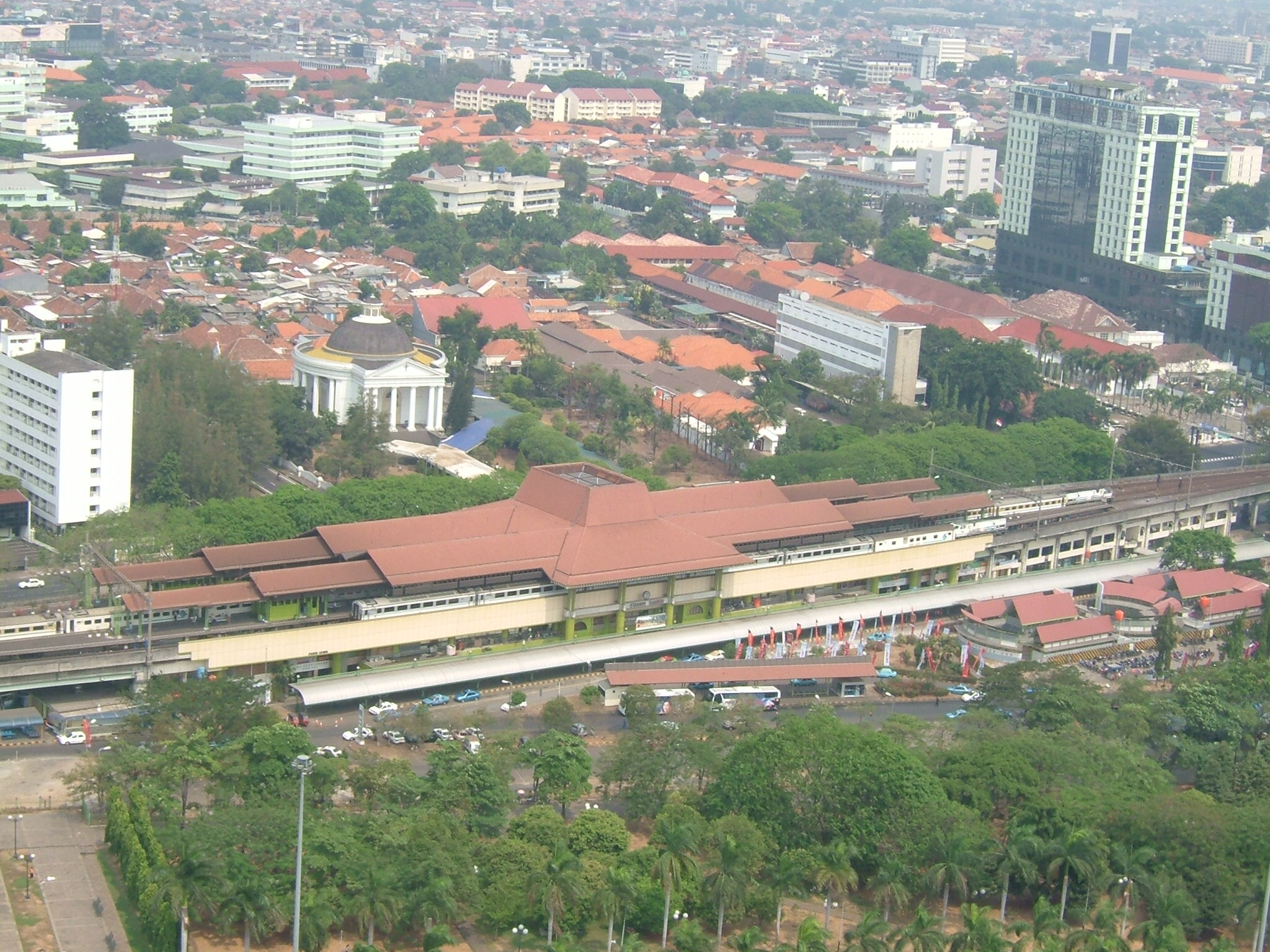
La gare de Gambir.